# Фиолетовогрудая нектарница
Фиолетовогрудая нектарница (лат. Cinnyris pembae) — вид птиц семейства нектарницевых. Вид описан немецким орнитологом Антоном Рейхеновым в 1905 году. Также вид включался в род настоящих нектарниц как Nectarinia pembae.
Данный вид является эндемиком острова Пемба, расположенного у берегов Танзании.
В июне 2018 года была замечена гнездящаяся пара, кормящая своих птенцов, в характерном для этого вида висячем гнезде на острове Унгуджа.
Фиолетовогрудая нектарница достигает длины 9-10 см. У самцов длина крыла 51,5-53 мм, а у самок — 47,5-50 мм. Половой диморфизм выражен в основном в окраске. У взрослых самцов переливающаяся сине-зелёная окраска на голове и горле, а также голубовато-фиолетовая на крыльях и на груди. У самок же окраска головы и крыльев серо-коричневая, бледно-жёлтая нижняя сторона с размытыми пестринами и небольшая бледно-жёлтая боковая полоса позади глаза.